# Balzer Jacobsen
Balzer Jacobsen (vagy Baltsar) 1655 és 1661 között løgmaður volt Feröeren.

## Pályafutása
A dán Jacobsent III. Frigyes dán király a Løgting akarata ellenére nevezte ki løgmaðurrá. Ez egyben a Gabel-korszak kezdetét is jelzi, amikor Christoffer von Gabel, a király egyik bizalmasa lett Feröer hűbérura. Gabel gátlástalanul kizsákmányolta a szigeteket, ahol életében sohasem járt. Jacobsen tehát az ő egyik helyi embere volt.
1661-ben a feröeri Jógvan Poulsen vette át hivatalát, ő pedig elhagyta a szigetcsoportot.

## Fordítás
- Ez a szócikk részben vagy egészben a Balzer Jacobsen című német Wikipédia-szócikk ezen változatának fordításán alapul.  Az eredeti cikk szerkesztőit annak laptörténete sorolja fel. Ez a jelzés csupán a megfogalmazás eredetét és a szerzői jogokat jelzi, nem szolgál a cikkben szereplő információk forrásmegjelöléseként.